# Bodaïbo
Pour les articles homonymes, voir Bodaïbo (homonymie).
Bodaïbo (en russe : Бодайбо) est une ville de l'oblast d'Irkoutsk, en Russie. Sa population s'élevait à 11 477 habitants en 2021.

## Géographie
Bodaïbo est située sur la rivière Vitim, à sa confluence avec la rivière Bodaïbo, à 748 km au nord-est d'Irkoutsk et à 4 416 km à l'est de Moscou. À 11 kilomètres au sud-ouest se trouve la commune urbaine de Mamakan, et à 11 kilomètres au nord-est la localité de Khiaktinski.

## Climat
Le climat de Bodaïbo est de type subarctique, ou Dwc, selon la classification de Köppen. La température annuelle moyenne est de seulement −5,5 °C ; le mois le plus chaud est juillet (17,9 °C) et le mois le plus froid janvier (−30,7 °C). L'amplitude thermique annuelle est de 48,6 °C. Le total annuel moyen des précipitations s'élève à 464 mm ; les mois les plus arrosés sont juillet et août (plus de 80 mm), tandis que le mois de mars est le plus sec avec 9,4 mm .

## Histoire
Bodaïbo a été fondée en 1864 pour répondre aux besoins de l'industrie aurifère locale. Le massacre de la Léna, en 1912, eut lieu à Bobaïbo ; il fit 200 morts. 
Bodaïbo reçut le statut de ville en 1925.

## Événement spatial en 2002

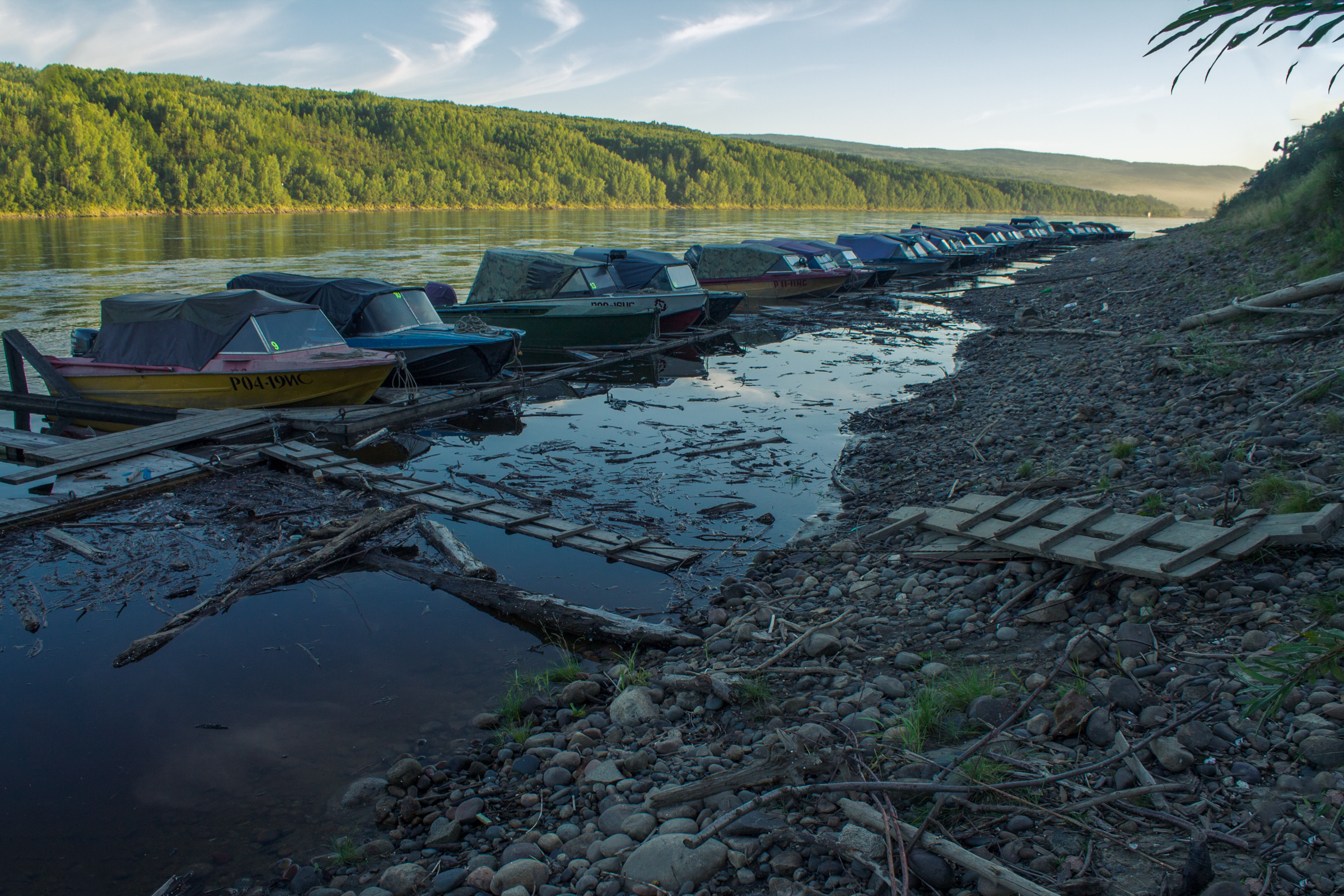
Rivière Vitim, Russie (2016)

Le 25 septembre 2002, à 16 h 49 Temps universel, soit dans la matinée, un événement connu sous le nom d'événement de Vitim, eut lieu près de Bodaïbo, entre cette ville et le village de Balakhninski, près de la rivière Vitim, à 60 km du village de Mama.
Une météorite explosa à 30 km d'altitude dans cette région aux coordonnées géographiques suivantes  58° 21′ N, 113° 46′ E. L'énergie dissipée par l'explosion du bolide était de 8,6 x 1011 joules, ce qui correspond à 205 kt (plus de 10 fois la puissance de la première bombe atomique).
Une expédition scientifique a trouvé en 2003 sur une surface couvrant environ 100 km2 des arbres brûlés et des morceaux de météorites.

## Population
Recensements ou estimations de la population
| 1931  | 1939*  | 1959*  | 1970*  | 1979*  | 1989*  |
| ----- | ------ | ------ | ------ | ------ | ------ |
| 3 500 | 15 100 | 18 226 | 13 898 | 14 411 | 20 939 |

| 2002*  | 2010*  | 2012   | 2013   | 2014   | 2015   |
| ------ | ------ | ------ | ------ | ------ | ------ |
| 16 504 | 15 340 | 14 859 | 14 408 | 14 176 | 13 896 |

| 2016   | 2017   | 2018   | 2019   | 2020   | 2021   |
| ------ | ------ | ------ | ------ | ------ | ------ |
| 13 419 | 13 104 | 12 316 | 11 931 | 11 982 | 11 477 |

## Personnalité
- Ievgueni Pepeliaïev (1918-2013), aviateur, Héros de l'Union soviétique